# T.X.T.
T.X.T. war ein deutsches Pop-Duo. Markus gründete nach dem Ende der Neuen Deutschen Welle 1985 mit Mark Jefferis die Band T.X.T. Ihre erste Single Girl’s Got a Brand New Toy war ein Diskothekenhit in Europa (u. a. #4 in Italien). Die Nachfolgesingles (Cold As Ice, Hot Was The Rainy Night, Kiss Via Satellite) waren jedoch mäßige Erfolge. Auch das Album verkaufte sich kaum. Nach nur zwei Jahren wurde das Projekt T.X.T. beendet.

## Mitglieder
- Markus (* 27. August 1959 in Bad Camberg)
- Mark Jefferis (* 4. November 1960 im Vereinigten Königreich). Mark hat zu der T.X.T.-Zeit in Frankfurt am Main gelebt. Er ist gebürtiger Engländer und hat zumindest bis zu der Zusammenarbeit mit Markus Mörl als Studiomusiker und Sänger in London gearbeitet. Nach dem Ende von T.X.T. nahm er eine Coverversion des Diskoklassikers „Born To Be Alive“ von Patrick Hernandez als Single auf, die aber kommerziell erfolglos und seine bis heute einzige Solo-Veröffentlichung blieb.

## Diskografie

### Alben
- 1985: What About You

### Singles
- 1985: Girl’s Got a Brand New Toy
- 1985: Cold as Ice
- 1986: Hot Was the Rainy Night
- 1986: Kiss via Satellite